# تيري نوريس
تيري نوريس (بالإنجليزية: Terry Norris)‏ مواليد 17 يونيو 1967 في لوبوك، تكساس، الولايات المتحدة، هو ملاكم أمريكي. حقق بطولة المجلس العالمي للملاكمة وبطولة الاتحاد الدولي للملاكمة.

## إحصائيات
خاض خلال مسيرته 56 نزالا، فاز في 47 وخسر في 9. فاز بالضربة القاضية في 31 نزالا.

## وصلات خارجية
- تيري نوريس على موقع بوكس ريك (الإنجليزية) (registration required)

- الموقع الرسمي